# NGC 4264
NGC 4264 (другие обозначения — UGC 7364, MCG 1-32-1, ZWG 42.20, ARAK 357, VCC 358, PGC 39687) — галактика в созвездии Дева.
Этот объект входит в число перечисленных в оригинальной редакции «Нового общего каталога».
Испытывает приливное взаимодействие со своим соседом, NGC 4261. Имеет большой бар, который сильно вращается.